# Drillia caffra
Drillia caffra é uma espécie de gastrópode do gênero Drillia, pertencente a família Drilliidae.